# Tanarthrus densus
Tanarthrus densus es una especie de coleóptero de la familia Anthicidae.

## Distribución geográfica
Habita en América del Norte.